# Александар Јаковлевич Миркович
Александар Јаковлевич Миркович (рус. Миркович, Фёдор Яковлевич) је био руски официр који се борио против француске инвазије на Русију и на крају постао генерал-мајор руске царске армије.

## Биографија
Александар је рођен у племићкој породици српског порекла у Тулској губернији. Његов отац је био државни саветник Јаков Степанович Миркович, а мајка Марија Гавриловна Голова. Његов брат је био Фјодор Јаковлевич Миркович, генерални гувернер Вилнуса 1840–1850.
Александар је 1810. године дипломирао на престижном корпусу пажева Његовог Величанства у Санкт Петербургу, где је његово име записано на мермерној плочи. Као паж, присуствовао је сахрани цара Павла I. Године 1810, са 17 година, промовисан је у официре са чином потпоручника и постављен је у лајб-гардијски коњички пук, у чијим редовима је учествовао у Отаџбинском рату 1812. и у походима 1813-1814. Дана 14. фебруара 1812. године, у јеку инвазије савезника на Наполеонову Француску, Александр Миркович, млађи официр лајб-гардијског коњског пука, је имао своје ватрено крштење када је требало да прослави свој двадесет други рођендан.
У бици код Фер-Шампеноаза, по личном наређењу великог кнеза Константина Павловича, ескадрила овог пука упућена је да нападне посаду од шест топова непријатељске батерије, а гардијски ескадрон Његовог Величанства да изврши удар на непријатељски угао. Бриљантан напад ове две ескадриле резултирао је уништењем пешадијског трга и батерије. За своје акције у Лајпцигу и Фер-Шаменоазу награђен је орденом златног мача.
А 1817. године, поводом пресељења царског двора у Москву, где је Александар I намеравао да дуже борави, Миркович је био у том одељењу коњичке гарде који је ступио у састав Московског гардијског одреда, а 12. октобра присуствовао полагању темеља за нови Саборни храм Христа Спаситеља. Око 66 година касније управо је Миркович, међу ретким преживелим ветеранима Отаџбинског рата, добио позив да присуствује свечаном освећењу овог храма. Саборни храм је освећен 26. маја 1883. године, дан пре крунисања Александра III.
Преминуо је 22. јуна 1888. Имао је 94 године.

## Признања
- Орден Свете Ане 4. степена (19.12.1812)
- Орден Светог Владимира 4. степена са луком (15.09.1813)
- [Златни мач „За храброст“ (13.03.1814)
- Орден Свете Ане 2. степена(26.10.1821, императорская корона к ордену пожалована 15.04.1845)
- Орден Светог Владимира 3. степена (31.01.1847)
- Орден Светог Георгија 4. степена (26.11.1853)
- Пруски Кулмски крст, ознаке гвозденог крста (1813)

## Белешке
1. ↑  енгл.